# Enoploteuthis jonesi
Enoploteuthis jonesi är en bläckfiskart som beskrevs av Burgess 1982. Enoploteuthis jonesi ingår i släktet Enoploteuthis och familjen Enoploteuthidae. Inga underarter finns listade i Catalogue of Life.